# Bereinigte Amtliche Sammlung der Schulvorschriften Nordrhein-Westfalen
Die Bereinigte Amtliche Sammlung der Schulvorschriften NRW (BASS) enthält alle für das Schulwesen in Nordrhein-Westfalen geltenden Vorschriften. Dazu gehören das Schulgesetz für das Land Nordrhein-Westfalen, die auf dieser Grundlage erlassenen Verordnungen, die Ausbildungs- und Prüfungsordnungen, die vom Ministerium für Schule und Weiterbildung des Landes Nordrhein-Westfalen erlassenen Verwaltungsvorschriften (Erlasse) sowie Gesetze und Verordnungen zur Lehrerausbildung.
Die BASS erschien bis Ende 2018 einmal jährlich als Beilage zum monatlich erscheinenden Amtsblatt „Schule NRW“ und trug die ISSN 0938-9288; Herausgeber war der Verlag Ritterbach. Seit 2019 erscheinen das Amtsblatt „Schule NRW“ und die BASS lediglich online.